# Kearny, Arizona
Kearny je gradić u američkoj saveznoj državi Arizona. Prema popisu stanovništva iz 2010. u njemu je živjelo 1,950 stanovnika.